# Pharoideae
Pharoideae L.G. Clak & Judz., 1996 è una sottofamiglia di piante erbacee angiosperme monocotiledoni appartenenti alla famiglia Poaceae .

## Etimologia
Il nome della sottofamiglia deriva dal suo genere tipo Pharus P. Browne il cui nome potrebbe derivare dal greco pharos (= mantello, foglia, foglio). In Giamaica le foglie delle piante di questo genere sono usate ad esempio per avvolgere oggetti. Oppure potrebbe derivare da un altro significato di pharos (= aratro).
Il nome scientifico della sottofamiglia è stato definito dai botanici contemporanei Lynn G. Clark (1956-) e Emmet J. Judziewicz (1953-) nella pubblicazione "Taxon; Official News Bulletin of the International Society for Plant Taxonomy. Utrecht - 45(4): 643 (1996)" del 1996.

## Descrizione

### Portamento
Il portamento delle specie di questa sottofamiglia è erbaceo perenne rizomatoso (i rizomi sono corti o allungati) con culmi eretti e lunghi fino a 100 cm (in Pharus possono essere decombenti). Le radici in genere sono del tipo fascicolato. I fusti sono cavi a sezione rotonda; contengono inoltre corpi silicei. Nelle zone nodali si riscontra un certo ispessimento; gli internodi sono pieni, quelli basali sono meristematici. In queste specie si riscontra la presenza di fibre epidermiche intercostali lunghe alternate a normali. Le piante sono monoiche.

### Foglie
Le foglie lungo il caule sono alterne e distiche. Sono composte da una guaina, una ligula adassiale (a volte membranosa, altre frangiata oppure pubescente) e una lamina. La ligula abassiale è assente. La lamina delle foglie, di tipo parallelinervia, ha delle forme da lineare a lanceolata o oblunghe o ellittiche con apice acuminato. Le lamine fogliari sono resupinate e sono provviste di uno pseudopicciolo (o falso picciolo). Le venature corrono obliquamente dalla fascia mediana al margine. La guaina interna delle vene è formata da più strati di cellule. Il colore delle foglie è verde scuro.

### Fiori

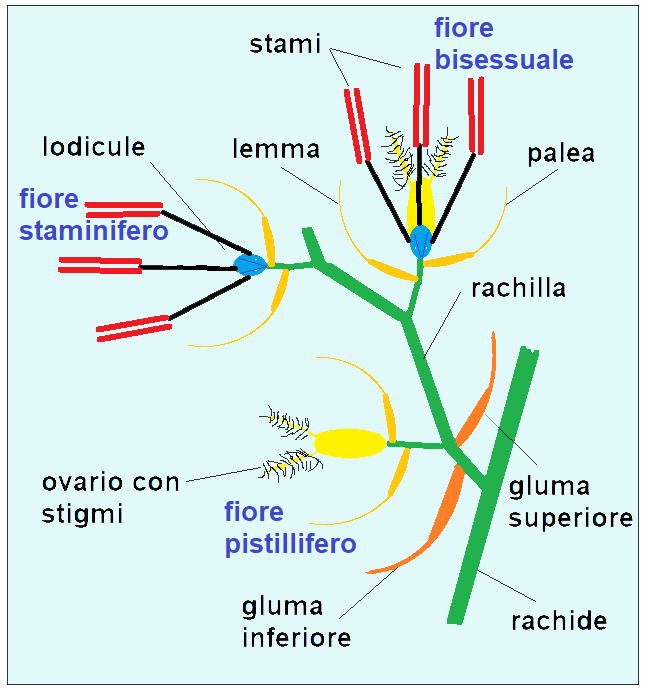
Spighetta generica con un fiore bisessuale, uno staminifero e un pistillifero

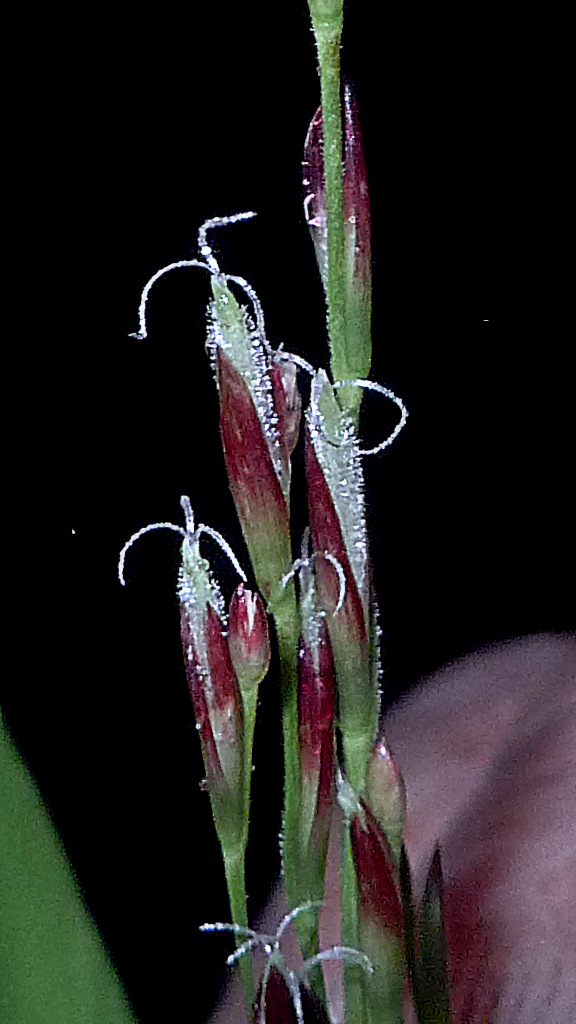
Infiorescenza
Pharus parvifolius

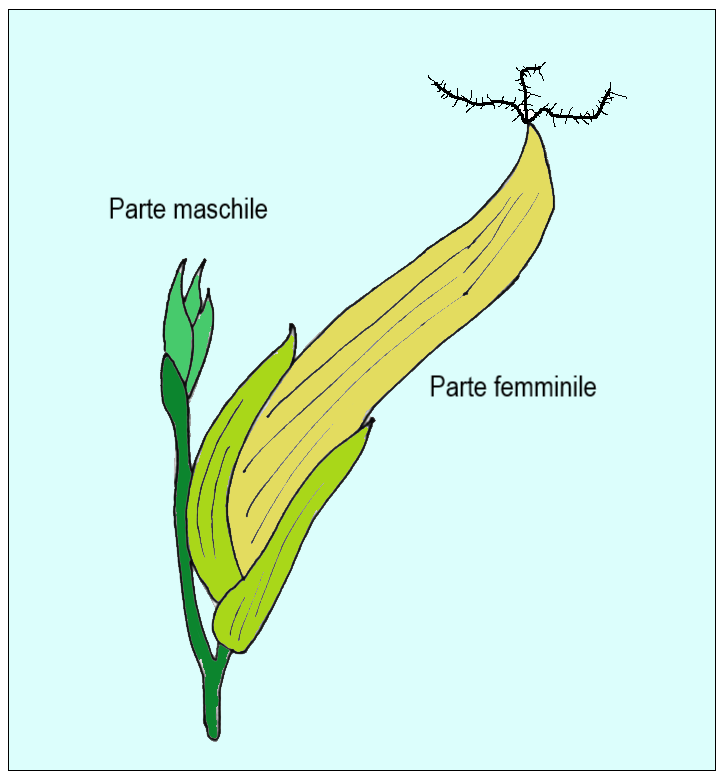
Spighetta con fiori maschili e femminili separati ma appaiati

Le infiorescenze sono ramificate tipo pannocchia (sia aperta che contratta con densi peli corti e uncinati) o composte da racemi (in Scrotochloa e Pharis le infiorescenze sono disarticolate). Sui rami delle spighette sono presenti dei peli uncinati. Le spighette hanno un solo fiore (non c'è l'estensione della rachilla), sono unisessuali (piante monoiche) ossia spighette femminili e maschili separate ma nella stessa infiorescenza, in altre parole l'androceo (pedicellato) e il gineceo (sessile) sono separati ma accoppiati. Sono presenti anche solamente fiori femminili (spighette femminili solitarie). I fiori sono completi con ciascuno un lemma, una palea ben sviluppata e un paio di glume. Le glume sono due (inferiore e superiore) in genere più corti del fiore. A volte i lemmi sono tubolari o gonfiati (ricoperti di peli uncinati). Le lodicule sono generalmente assenti (o presenti solamente nei fiori maschili). I lemmi maturi si colorano di rosa o violaceo.
I fiori sono unisessuali e attinomorfi. Quelli maschili sono formati da 2 verticilli: perianzio ridotto e androceo; quelli femminili da 1 verticillo: gineceo.
- Formula fiorale:[5]

- , P 2, A (1-)3(-6), G (2-3) supero, cariosside.

- Il perianzio in queste specie è ridotto (nei fiori maschili) o inesistente (in quelli femminili). Eventualmente è formato da tre lodicule, delle squame, poco visibili (forse relitto di un verticillo di 3 sepali); ma spesso sono assenti.[14]
- L'androceo è composto da 6 stami ognuno con un breve filamento separato dagli altri, una antera e due teche. Le antere sono basifisse con deiscenza laterale. Il polline è monoporato.
- Il gineceo è composto da 3 (2) carpelli connati formanti un ovario supero. L'ovario, glabro, ha un solo loculo con un solo ovulo subapicale (o quasi basale). L'ovulo è anfitropo e semianatropo e tenuinucellato o crassinucellato. Lo stilo è unico con tre rami e tre stigmi da piumosi a pubescenti.

### Frutti
I frutti sono del tipo cariosside, ossia sono dei piccoli chicchi indeiscenti nel quale il pericarpo è formato da una sottile parete che circonda il singolo seme (ossia il pericarpo è più o meno fuso al seme e aderente). La forma è allungata e appiattita. L'endosperma è duro e l'ilo è lungo quanto il frutto (in Scrotochloa è presente una scanalatura sul lato dell'ilo). L'embrione è provvisto di epibalsto, mentre la coda (o fessura) scutellare può (in questo caso è piccola) o no essere presente. I margini delle foglie dell'embrione possono essere sovrapposti.

## Biologia
In generale nelle erbe delle Poaceae la fecondazione avviene fondamentalmente tramite l'impollinazione dei fiori per via  anemogama. Gli stigmi piumosi sono una caratteristica importante per catturare meglio il polline aereo.
I semi cadendo a terra, dopo aver eventualmente percorso alcuni metri a causa del vento (dispersione anemocora) sono dispersi soprattutto da insetti tipo formiche (mirmecoria).
In questa sottofamiglia nelle spighette si sono sviluppati dei peli uncinati che sembrano adattarsi ad una dispersione zoocora (forse uccelli per le lunghe distanze).

## Distribuzione e habitat
La distribuzione delle specie di questa sottofamiglia è asiatica, australiana e americana con habitat caldi o caldo-temperati (foreste ombrose).
| Genere      | Distribuzione                  |
| ----------- | ------------------------------ |
| Leptaspis   | Vecchio Mondo tropicale        |
| Pharus      | America centrale e meridionale |
| Scrotochloa | Asia (sud-est) e Oceania       |

## Tassonomia
La famiglia delle Poacee comprende circa 800 generi e oltre 9.000 specie. È una delle famiglie più numerose e più importanti del gruppo delle monocotiledoni. La famiglia è suddivisa in 12 sottofamiglie, il gruppo di questa voce è una di queste.
Alcuni Autori raggruppano i tre generi (oltre che nella sottofamiglia Pharoideae) anche nella tribù Phareae Stapf, 1898. Considerato tuttavia raggruppamento ridondante da un punto di vita tassonomico.

### Generi
La sottofamiglia si compone di 3 generi con 12 specie:
- Leptaspis R.Br. (3 spp.)
- Pharus P.Browne (7 spp.)
- Scrotochloa Judz. (2 spp.)

#### Chiave analitica per i generi
Per meglio comprendere ed individuare i vari generi della sottofamiglia, l’elenco seguente utilizza il sistema delle chiavi analitiche (vengono cioè indicate solamente quelle caratteristiche utili a distingue un genere dall'altro).
- Gruppo 1A: i margini dei lemmi sono fusi e la struttura risultante è gonfiata;

- Scrotochloa Judziewicz: le ligule sono membranose; l'infiorescenza è disarticolata dalla pianta.
- Leptaspis R.Br.: le ligule sono frangiate; il rachide dell'infiorescenza è solido.

- Gruppo 1B: i margini dei lemmi sono liberi e sono fusi e non c'è rigonfiamento;

- Pharus P. Browne.

### Filogenesi
La posizione di questa sottofamiglia, nell'albero filogenetico delle Poaceae, è subito dopo la sottofamiglia Anomochlooideae; quindi risulta "gruppo fratello" del resto della famiglia. Da un punto di vista evolutivo le Pharoideae è il secondo lignaggio divergente delle Poaceae. Con questa sottofamiglia di forma anche il "Spikelet Clade" (Pharoideae + Puelioideae + BEP + PACCAD]). Lo "Spikelet Clade" è definito dalla presenza inequivocabile di vere spighette, fiori completi con lodicule. Per questo clade il plesiomorfismo della spighetta è composto da un pedicello, due glume (inferiore e superiore) e più fiori (con l'eccezione di questa sottofamiglia) con un lemma e una palea tutti ben sviluppati nel fiore bisessuale.
Il clade Pharoideae è fortemente monofiletico. La monofilia è sostenuta oltre che dalle analisi del DNA anche da dati morfologici come la resupinazione delle foglie, dalla venatura laterale obliqua e dai peli uncinati che ricoprono i lemmi femminili.
Possibili sinapomorfie per questa sottofamiglia sono:
- la lamina fogliare resupinata;
- le venature che corrono obliquamente dalla fascia mediana al margine;
- la guaina interna delle vene formata da più strati di cellule;
- peli uncinati presenti sui rami delle spighette.

La determinazione di altre sinapomorfie è impedita da alcuni incroci di caratteri morfologici: le pannocchie sia del genere Scrotochloa che Pharus sono fragili, mentre i lemmi femminili sono presenti solamente in Leptaspis e Scrotochloa.
Sinapomorfie per il genere Leptaspis: i lemmi femminili hanno delle forme urceolate con i margini fusi (quindi i lemmi sono indeterminati).
Sinapomorfie per il genere Pharus: i rami dell'infiorescenza si staccano dalla pianta (disarticolazione); i lemmi sono ricoperti di peli uncinati.
Sinapomorfie per il genere Scrotochloa: l'intera infiorescenza si stacca dalla pianta; i lemmi femminili sono urceolati con margini fusi e ricoperti di peli uncinati.
È probabile che da questo gruppo si siano formati i lodiculi presenti nel resto della famiglia. Le specie della sottofamiglia Pharoideae insieme alle specie delle sottofamiglia Anomochlooideae e Puelioideae e la maggior parte delle specie della sottofamiglia Bambusoideae (quindi i gruppi "basali" delle Poaceae) nelle foglie presentano uno "pseudopicciolo", ossia un restringimento della base della lamina fogliare sopra la ligula. Questa parte potrebbe essere ancestrale e sinapomorfica per questo gruppo.
Numeri cromosomici:
- Pharus: 2n = 22.

Albero filogenetico semplificato della famiglia Poaceae nel quale si evidenzia la posizione "basale" della sottofamiglia Pharoideae:
|  | Puelioideae                                                |
|  |                                                            |
|  | \| \| BEP clade \| \| \| \| \| \| PACMAD clade \| \| \| \| |
|  |                                                            |
|  | BEP clade                                                  |
|  |                                                            |
|  | PACMAD clade                                               |
|  |                                                            |

|  | BEP clade    |
|  |              |
|  | PACMAD clade |
|  |              |

|  | Puelioideae                                                |
|  |                                                            |
|  | \| \| BEP clade \| \| \| \| \| \| PACMAD clade \| \| \| \| |
|  |                                                            |
|  | BEP clade                                                  |
|  |                                                            |
|  | PACMAD clade                                               |
|  |                                                            |

|  | BEP clade    |
|  |              |
|  | PACMAD clade |
|  |              |

|  | Puelioideae                                                |
|  |                                                            |
|  | \| \| BEP clade \| \| \| \| \| \| PACMAD clade \| \| \| \| |
|  |                                                            |
|  | BEP clade                                                  |
|  |                                                            |
|  | PACMAD clade                                               |
|  |                                                            |

|  | BEP clade    |
|  |              |
|  | PACMAD clade |
|  |              |

|  | Puelioideae                                                |
|  |                                                            |
|  | \| \| BEP clade \| \| \| \| \| \| PACMAD clade \| \| \| \| |
|  |                                                            |
|  | BEP clade                                                  |
|  |                                                            |
|  | PACMAD clade                                               |
|  |                                                            |

|  | BEP clade    |
|  |              |
|  | PACMAD clade |
|  |              |

### Ritrovamenti fossili ed età
Del genere Pharus sono state trovate spighette fossili risalenti a 15-20 milioni di anni fa sull'isola di Hispaniola insieme a gessi fossili, forse del genere Leptaspis. Anche in Africa sono stati trovati calchi di foglie fossili di questo gruppo risalenti a 12 milioni di anni fa.
Il clade "Spikelet" ("Spikelet Clade") potrebbe essersi generato nel tardo Cretaceo circa 114 - 67 milioni di anni fa (secondo varie ricerche). Mentre per il gruppo di questa voce la divergenza è molto più vicina: 40 - 37 milioni di anni fa.